# The Fame
The Fame je prvi studijski album pop pevke Lady Gaga. Izšel je 19. avgusta leta 2008.

## Seznam pesmi
1. »Just Dance« — 4:01
2. »LoveGame« — 3:31
3. »Paparazzi« — 3:28
4. »Beautiful, Dirty, Rich« — 2:52
5. »Eh, Eh (Nothing Else I Can Say)« — 2:55
6. »Poker Face« — 3:57
7. »The Fame« — 3:42
8. »Money Honey« — 3:06
9. »Again Again« — 3:04
10. »Boys Boys Boys« — 3:20
11. »Brown Eyes« — 4:02
12. »Summerboy« — 4:13